# HD 210419
HD 210419，又名BD-04 5623，SAO 145914、HR 8451，是一颗恒星，视星等为6.27，位于銀經56.9，銀緯-45.11，其B1900.0坐标为赤經22h 5m 9s，赤緯-4° -45.11′ 3″。